# نظريات السلوك السياسي
تحاول نظريات السلوك السياسي باعتبارها أحد جوانب العلوم السياسية قياس وتفسير المؤثرات التي تحد الآراء السياسية للشخص والإيديولوجيا ومستويات المشاركة السياسية. ومن العلماء الذين أسهموا في هذا المجال كارل داتش وتيودور أدورنو.

## المؤثرات طويلة المدى على التوجه السياسي
هناك ثلاثة مصادر أساسية للمؤثرات التي تشكل التوجه السياسي الذي يحدث آثارًا طويلة المدى. ينشأ المؤثر الأساسي عمومًا من الأسرة. وكما ذكر بوضوح، يعتنق الأطفال غالبًا القيم الأيديولوجية التي يؤمن بها آباؤهم. ويقول بعض المنظرين إن الأسرة هي القوة الأشد والأكثر تأثيرًا على مدار الحياة، وهناك مقالة نسبت غالبية النشاط الطلابي في فترة الثلاثينيات إلى الآباء.
ثانيًا يؤثر المدرسون وغيرهم من رموز السلطة التعليمية تأثيرًا كبيرًا على التوجه السياسي للطلاب. فمن سن الرابعة وحتى الثامنة عشرة، يقضي الأطفال ما يقرب من 25% من وقتهم منخرطين في العملية التعليمية. التعليم العالي يرفع بدرجة كبيرة تأثير الوعي السياسي والتوجهات السياسية؛ ففي دراسة أجريت عام 2004 على 1,202 طالب في المرحلة الجامعية في جميع أنحاء الولايات المتحدة تبين أن 87% من الطلاب الجامعيين مسجلون للتصويت في الانتخابات، مقارنةً بمتوسط وطني يبلغ 64% من الأمريكيين البالغين. كما بينت دراسة أيضًا أجريت في جامعة سانتا كلارا أن 84% من طلاب الجامعة مسجلين في سجلات التصويت. ولنضع في اعتبارنا أيضًا أن مرحلتي الطفولة والبلوغ في نمو الشخص تتميزان بأعلى مستويات التأثر.
ثالثًا، يؤثر الأقران أيضًا على التوجه السياسي. فيتميز الأصدقاء غالبًا، ولكن ليس بالضرورة، أنهم من جيل واحد، بحيث يطورون جميعًا مجموعة فريدة من المشكلات الاجتماعية، ويقول إيرك لي ديي إن «التنشئة الاجتماعية هي العملية التي يكتسب الأشخاص من خلالها المعرفة والعادات والتوجهات القيمية التي تفيد في المستقبل».” فالقدرة على الارتباط بهذا المستوى العام هو السبيل لتشكيل النمو الأيديولوجي.

## المؤثرات قصيرة المدى على التوجه السياسي
تؤثر العوامل قصيرة المدى أيضًا على سلوك التصويت، ومن بين هذه العوامل وسائل الإعلام وتأثير المسائل الانتخابيةالفردية. وتختلف هذه العوامل عن العوامل طويلة المدى من حيث إنها تدوم غالبًا لفترة قصيرة. ولكنها من الأهمية بمكان بحيث تغير التوجه السياسي. ويكمن طرف تفسير هذين المصدرين في الأيديولوجية السياسية المعينة للفرد والتي تشكلت حسب العوامل طويلة المدى.
يتفق معظم العلماء السياسيين على التأثير الهائل لوسائل الإعلام على سلوك التصويت. ويؤكد أحد الكتاب أنه «قد يدحض القليلون فكرة أن المؤسسات الإعلامية مهمة بالنسبة للسياسة المعاصرة.... ففي التحول إلى السياسة الديمقراطية الليبرالية في الاتحاد السوفيتي وأوروبا الشرقية لعبت وسائل الإعلام دورًا رئيسيًا في هذه المعركة.»
ثانيًا، هناك المسائل الانتخابية. ويضم ذلك مسائل الحملة والمناظرات والمسائل المالية. فسنوات الانتخابات والحملات السياسية قد تغير سلوكيات سياسية معينة اعتمادًا على المرشحين أنفسهم، مما يؤثر تأثيرًا مختلفًا في درجة فعاليته على الناخبين.

## تأثير الجماعات الاجتماعية على النتائج السياسية
اهتم بعض العلماء السياسيين مؤخرًا بالعديد من الدراسات التي تهدف إلى تحليل العلاقة بين سلوك الجماعات الاجتماعية والنتائج السياسية. فبعض الجماعات الاجتماعية التي شملتها الدراسات كانت جماعات ديموغرافية حسب العمر والجنس والمجموعات العرقية.
فعلى سبيل المثال، في سياسة الولايات المتحدة، تؤثر الجماعات العرقية والجنس على النتائج السياسية تأثيرًا كبيرًا.
الأمريكيون من أصل لاتيني يتميزون بتأثير اجتماعي كبير على النتائج السياسية لتصويتهم ويبرزون كقوة سياسية صاعدة وقوية. وكانت أكبر زيادة ملحوظة في تصويت الأمريكيين من الأصل اللاتيني في الانتخابات الرئاسية عام 2000، رغم أن الأصوات لم تشارك الرأي السياسي العام الاجتماعي في ذلك الوقت. في انتخابات 2006، ساعد تصويت الأمريكيين من أصل لاتيني مساعدة هائلة في انتخاب سيناتور فلوريدا ميل مارتينز، رغم أنه في الانتخابات الرئاسية 2004، أعطى ما يقرب من 44% من الأمريكيين من أصل لاتيني أصواتهم للرئيس الجمهوري جورج دبليو بوش. فلقد بدا أن الأمريكيين من أصل لاتيني يظهرون اتجاهًا متزايدًا نحو المسائل التي يصوتون لصالحها مما جعلهم أكثر تماسكًا عند مواجهتهم بالآراء السياسية. وتستحوذ مسألة الهجرة غير الشرعية حاليًا على أكبر نسبة اهتمام ويهتم الأمريكيون من أصل لاتيني بالتعليم والتوظيف وترحيل المهاجرين غير الشرعيين في الولايات المتحدة، رغم عدم اجتماعهم على تلك المسائل.
اكتسبت المرأة حق التصويت على مدار العقود السبعة الماضية، ومنذ ذلك الحين أصبحت المرأة تشكل فارقًا في نتائج الانتخابات السياسية. مع التسليم بأن حق ممارسة النشاط السياسي قد منح المرأة الفرصة لتعميق معرفتها وتأثيرها في الشئون الحالية، وتعتبر المرأة الآن أحد المكونات الأساسية في صناعة القرار في البلاد في كل من السياسة والاقتصاد. وفقًا لـ جمعية العلوم السياسية الأمريكية، حسم تصويت المرأة في الانتخابات الرئاسية عام 2004 نتيجة العرق. سوزان كارول، مؤلفة كتاب الأصوات الانتخابية النسائية وفجوة الجنس، ذكرت أن زيادة تأثير المرأة على السلوكيات السياسية يرجع إلى فئات أربع رئيسية: زيادة عدد المصوتين من النساء عن الرجال، والجهود الحثيثة المبذولة لزيادة التسجيل بين النساء، ولقد تجلت الفجوة الجنسية في انتخابات عام 2004 مثلما كانت في كل انتخابات رئاسية منذ 1980، وتشكل المرأة نسبة كبيرة غير متناسبة في المصوتين المذبذبين الذين يتخذون قرارهم في نهاية الحملة.

## علم الأحياء والعلوم السياسية
تهدف الدراسات متعددة التخصصات في علم الأحياء والعلوم السياسية إلى تعريف العوامل المشتركة بين السلوك السياسي والنواحي البيولوجية؛ فعلى سبيل المثال، الصلة بين علم الأحياء والتوجه السياسي، وتهدف أيضًا إلى دراسة عوامل أخرى مثل الشراكة وسلوك التصويت. ويطلق على مجال الدراسة هذا أحيانًا اسم العلوم السياسية الأحيائية، رغم أن لهذا المصطلح معاني أخرى.